# Sedia elettrica (album)
Sedia elettrica è il 14° album in studio di Pierangelo Bertoli pubblicato nel 1989.

## Descrizione
È l'ultimo album registrato dal cantautore per la CGD; in seguito infatti Bertoli passerà alla Dischi Ricordi.
Il disco, arrangiato da Vince Tempera, vede la partecipazione di alcuni musicisti di quello che, all'epoca, era il gruppo di Francesco Guccini: lo stesso Tempera, Ares Tavolazzi e, in due brani, Ellade Bandini.
Registrato presso il Logic Studios di Milano, il tecnico del suono è Antonio Baglio.
Per la seconda volta (dopo Sogni di rock'n'roll, presente nell'album precedente) Bertoli incide una canzone di un ancora sconosciuto Luciano Ligabue (che in seguito la reinciderà nel suo album di debutto), Figlio d'un cane; tra le altre canzoni c'è anche quella in dialetto sassolese Chi sa perché.
Sul brano "Una strada" Bertoli disse che: “Si fa spesso parlare delle decisioni che si prendono nella vita e poi magari si cambia idea molto spesso, ci sono però delle cose che nella vita rimangono sempre le stesse, molti anni fa, 24 anni fa, una notte scrissi un testo, erano le prime cose che scrivevo e questo testo parlava di una persona che avevo conosciuto, abitava nella stessa casa dove abitavo io, e quindi non era solo la solita storia d’amore, tutti all’inizio fanno canzoni d’amore e ho mantenuto questa idea, lo dissi alle case discografiche che non andavo in giro a fare canzonette d’amore, voglio raccontare quello che penso e ogni tanto tento a riscrivere questa cosa in una canzone, perché vorrei ribadirlo, non mi interessa tanto scrivere una canzone sociale/politica, mi interessa scrivere quello che scrivo nel momento che lo scrivo, voglio scrivere quello che scrivo io”.

## Tracce
Lato A
1. Una strada - 5'19" - (testo di Pierangelo Bertoli; musica di Fabrizio Urzino; edizioni musicali Di Lazzaro)
2. Improvvisamente - 5'32" - (testo e musica di Luca Bonaffini; edizioni musicali Di Lazzaro/edizioni musicali Clou)
3. Nuvole - 5'08" - (testo di Pierangelo Bertoli; musica di Maurizio Negri; edizioni musicali Di Lazzaro)
4. Chi sa perché - 4'20" - (testo e musica di Pierangelo Bertoli; edizioni musicali Di Lazzaro)
5. Figlio d'un cane - 4'40" - (testo e musica di Luciano Ligabue; edizioni musicali Di Lazzaro)

Lato B
1. Mio figlio - 4'20" - (testo di Pierangelo Bertoli; musica di Giuseppe Brandolini; edizioni musicali Di Lazzaro)
2. Voglio vivere - 3'17" - (testo di Pierangelo Bertoli; musica di Giuseppe Brandolini; edizioni musicali Di Lazzaro)
3. Suonando la chitarra - 5'50" - (testo di Pierangelo Bertoli; musica di Giuseppe Stasolla e Gabriele Di Marco; edizioni musicali Di Lazzaro)
4. La verità - 3'56" - (testo e musica di Pierangelo Bertoli; edizioni musicali Di Lazzaro)

## Formazione
- Pierangelo Bertoli – voce
- Enzo Vallicelli – batteria
- Massimo Luca – chitarra acustica, cori, chitarra elettrica
- Vince Tempera – pianoforte, fisarmonica, tastiera
- Ares Tavolazzi – basso
- Ellade Bandini – batteria (in Voglio vivere e Improvvisamente)
- Andrea Braido – chitarra elettrica
- Antonio Baglio – percussioni
- Franco Zorzi – tastiera, programmazione
- Marco Negri, Angelo Caselli – cori